# Девіація (механіка)
У механіці: 
Девіа́ція канату — кут відхилення струни канату на напрямних шківах та барабанах одноканатних підіймальних машин, розташований у похилій площині переміщення канату.
Девіація кулі чи снаряда — відхилення кулі чи снаряда від заданого напряму внаслідок обертання останніх навколо своєї осі в повітряному середовищі.
Відхилення рухомої системи компаса від напрямку на магнітний (у магнітного компаса) або на географічний (у гірокомпасі) полюс Землі. Виникає під впливом магнітного і електромагнітного полів, прискореного руху, качки на кораблі тощо.

## Інтернет-ресурси
- ДЕВИАЦИЯ [Архівовано 18 грудня 2018 у Wayback Machine.]